# Refundación de la Izquierda
La Refundación de la Izquierda fue un proceso de convergencia política y social impulsado por Izquierda Unida (IU) a finales de los años 2000, por el que pretendía constituirse junto a otras fuerzas políticas en un "Movimiento Político y Social, con carácter federal", para aglutinar a toda la izquierda alternativa y transformadora en torno a una propuesta política anticapitalista.
La propuesta se aprobó el 16 de noviembre de 2008 durante la IX Asamblea Federal de IU. La nueva dirección consideró, que pese a representar a la organización política anticapitalista con mayor implantación y apoyo, sus resultados, militantes y propuestas no eran suficientes como para cambiar el sistema social y de poder. El documento político de la X Asamblea Federal de IU volvió a incidir en esta Refundación.
En el proceso están participaron organizaciones políticas como Batzarre, Izquierda Republicana, Chunta Aragonesista o Los Verdes-Grupo Verde, y dio lugar a resultados como la coalición La Izquierda Plural de las elecciones generales de 2011 y La Izquierda Plural de las elecciones europeas de 2014.

## Antecedentes y críticas desde el PCE
En 1999 Rafael Pla López señaló, en el Comité Federal del Partido Comunista de España (PCE) del 19 de junio y en el Consell Polític d'EUPV del 21 de junio, el agotamiento del proyecto político de Izquierda Unida, proponiendo la necesidad de su refundación. Un mes más tarde detalló su propuesta para crear un movimiento político y social que fuese más allá de la forma clásica de partido, un proceso que no se redujera a simples relevos en la dirección, sino desbordando el marco de Izquierda Unida abriendo el debate a amplios sectores sociales, votantes de IU y "abstencionistas", así como a todos los "movimientos sociales emancipatorios". Proponía reconocer que la construcción de esta alternativa no podría ser llevada a cabo en solitario por las personas que entonces estaban en IU.
En junio de 2004 el Partido Comunista de las Islas Baleares (PCIB) apostó por la refundación de Izquierda Unida tanto en las Islas Baleares como en el resto del Estado, considerando que debía haber un referente unitario frente al sistema capitalista, que recogiese valores marxistas, ecologistas, federales, republicanos y feministas, que dieron origen a la coalición.
El 1 de junio de 2005, en el XVII Congreso del PCE, se debatió acerca de un documento del exsecretario general del PCE, Julio Anguita, en el que se llamaba a la refundación del Partido, y se reflexionaba acerca del Movimiento Comunista Internacional. Señaló el impacto negativo que trajo la caída de la Unión Soviética y el acriticismo y sumisión de los sindicatos y la Izquierda al orden capitalista establecido. Se acordó la creación de un equipo de trabajo que se reuniese con otras organizaciones comunistas y de izquierda, que coordinase y recogiese propuestas, para debatirlas en la próxima Conferencia, que sería la encargada de redactar y aprobar un nuevo Manifiesto-Programa para el XVIII Congreso del Partido.
El 26 de junio de 2007, Enrique Santiago presidió una reunión titulada "Refundar la Izquierda, Construir la República", a la que acudieron algunos dirigentes de IU y alrededor de un centenar de asistentes. Se contó con las intervenciones de activistas de movimientos sociales y vecinales, de Ecologistas en Acción, de SOS Racismo y otros. Las intervenciones fueron muy críticas con IU, acusándola de haber sido "fagocitada por las instituciones", y se defendió el dotarse de "un programa creíble" ante el neoliberalismo, así como "el agotamiento del modelo constitucional de 1978". Los asistentes señalaron la necesidad de "refundar la izquierda".
El 22 de abril de 2008, Julio Anguita remitió al Comité Federal del Partido Comunista de España (PCE) un documento en el que defendía la necesidad de una 'refundación' de IU, que sólo sería posible desde el compromiso de comenzar desde cero. En su carta, defendió la democracia radical, la lucha por la III República y el federalismo, tanto para el modelo organizativo de la coalición como para el modelo de estado defendido. A su juicio, el debate debería abrirse en la siguiente asamblea federal de IU. Así, los días 28 y 29 de junio de 2008, en una Conferencia Política del PCE, se vinculó la reconstrucción del Partido con la refundación de Izquierda Unida. Para ello, se acordó impulsar una serie de cambios en la próxima Asamblea Federal de IU.

## IX Asamblea Federal de IU
En la IX Asamblea Federal de IU, celebrada los días 15 y 16 de noviembre de 2008, el Colectivo de Unidad de los Trabajadores-Bloque Andaluz de Izquierdas (CUT-BAI) defendió su propuesta titulada “Por una IU anticapitalista y soberana”, haciendo un llamamiento a la coalición a romper los pactos con el PSOE al considerar que legitimaban políticas neoliberales y se perdía el apoyo de la ciudadanía, ya que esta prefería votar al "original" (refiriéndose al PSOE) que a la "copia" (IU). La CUT-BAI pretendía refundar IU como una organización que mediante la democracia obrera luchase por el Socialismo y por la abolición de la propiedad privada de los medios de producción. IU debía defender una Tercera República, romper con la Constitución Española y reconocer el derecho de autodeterminación de los pueblos de España. También defendió el feminismo, el ecologismo y el municipalismo.
Finalmente, la propuesta de refundación que recibió más apoyos en la Asamblea Federal de IU, fue la propuesta del PCE titulada "Por una Izquierda Unida anticapitalista, republicana, federal y alternativa, organizada como movimiento político y social". Este documento había conseguido un notable apoyo por parte de las bases. Este documento constaba de 6 apartados:
- En el I apartado, se hace un análisis autocrítico de la última etapa de IU, y en particular de su política de pactos con el PSOE, con objetivo de hacer un llamamiento a una refundación, reconstrucción y relanzamiento de IU como movimiento político y social plural y alternativo de izquierdas.

- Los apartados II e III hacían un análisis de la crisis mundial situándola en el marco del neoliberalismo y el imperialismo, del proyecto del Tratado de Lisboa y de cómo afectaba esta crisis a España. Se planteaba una alternativa democrática construida con alianzas en base programática.

- Los apartados IV y V plantean la identidad de IU en términos programáticos anticapitalistas y de lucha por el socialismo del siglo XXI, defendiendo la sustitución del “libre mercado” por un control público y social de la economía, así como la intervención de los trabajadores en la organización del trabajo y en el control del excedente económico. Se defendía también la igualdad real de las mujeres, la reforma constitucional hacia una República Federal Solidaria y un programa político de movilización y de trabajo institucional por una alternativa europea, ante la crisis económica y por un proceso de paz en Euskadi derogando la Ley de Partidos.

- Finalmente, en el apartado VI se desarrolla la propuesta de construcción de un proyecto alternativo en dos fases, asegurando la renovación en los órganos de dirección, impulsando una democracia participativa de base asamblearia y realizando desde la Asamblea Federal una convocatoria abierta para la segunda fase, recogiendo las propuestas formuladas por Julio Anguita.

Además de las propuestas del PCE y de la CUT-BAI, en la IX Asamblea Federal también se debatieron los documentos de IU Abierta y de la Nacional II.

## Cambios acordados en IU
Para llevar a cabo el proceso de refundación, en la IX Asamblea Federal se inician una serie de cambios dentro de la organización:
1. Se establece un marco común de actuación para el conjunto de IU, para sus federaciones y asambleas de base. De esta forma se pretende también desplegar conjuntamente en todas las estructuras internas las iniciativas de Refundación.
2. Se pone en marcha un plan de actuaciones específico con el objetivo de resolver los conflictos internos, propiciando el consenso con base en la discusión política y de acuerdo con los estatutos y la política aprobada por los distintos órganos. Se trabaja por la reincorporación a Izquierda Unida de afiliados que han dejado la militancia.
3. Se crea un mecanismo de verificación de los censos de militancia en la Comisión Ejecutiva Federal que se pone en marcha en septiembre de 2009, dando tiempo a la actualización de estos hasta entonces. Dicho mecanismo de verificación realiza una comprobación mensual mediante el sistema de muestreo hasta la realización de la X Asamblea Federal de IU.
4. Se ponen en marcha mecanismos de democracia participativa, para que la militancia pueda ser sujeto activo en los procesos de toma de decisiones en IU y para garantizar los derechos de toda la militancia a participar en el proyecto.

También como consecuencia de estas decisiones, el 11 de diciembre de 2010, Izquierda Unida simplificó la estructura organizativa de la Comisión Ejecutiva Federal, en la que hasta entonces había tres escalones de mando: el líder, los coordinadores de área y, por debajo de estos, los secretarios ejecutivos. Con el rediseño, todos los miembros de la cúpula se encuentran en pie de igualdad, por lo que tras Cayo Lara habría 22 secretarías, sin más jerarquías, lo que significó "horizontalizar" la organización.

## Procesos de convergencia
Según se explica en la "Guía para la Refundación de la Izquierda" aprobada el 10 de octubre de 2009, no se trata de un simple proceso electoral ni de refundar IU sino de converger con todas las fuerzas políticas, sindicales, entidades y movimientos de la sociedad civil que se oponen al neoliberalismo y al dominio del mundo por "el capital y por cualquier forma de imperialismo".
Se pretende que el espacio de Convergencia ofrezca condiciones para que todos los que quieran participar en él puedan hacerlo, bajo cualquier nombre (manifiestos, propuestas, talleres, seminarios, encuentros, foros, etc.), con la finalidad de ir construyendo programas de acción política que puedan ser puestos en práctica de forma inmediata. Se busca un espacio abierto al pluralismo y a la diversidad de realidades de la izquierda que sepa convivir con contradicciones y sepa resolverlas con compromisos y acuerdos temporales que sean revisados tan pronto lo demande el propio proceso.
El proceso de Convergencia deberá dar lugar a una organización política capaz de defender y poner en práctica el programa y las propuestas elaboradas en cada momento, que apueste por la construcción de la Tercera República y el Socialismo del Siglo XXI como marco superador de las deficiencias e incumplimientos de la actual Constitución Española.
No es un proceso en el que simplemente la dirección negocia "por arriba" la incorporación de otras fuerzas políticas sino que se incentiva el trabajo las federaciones, las asambleas de base e incluso a nivel individual. Tampoco se busca la mera relación burocrática entre IU y otras organizaciones.

### Los Foros
Así se llaman los espacios de convergencia creados durante el proceso de refundación, donde la militancia de IU se encuentra con otros activistas políticos, sociales y sindicales. Son espacios en los que se debate el Nuevo Programa Político de la organización, pero también son grupos productivos que promueven actividad y campañas políticas. Se están creando foros a todos los niveles. Cada federación puede promover distintos foros regionales en su ámbito y debe realizar como mínimo uno antes de la asamblea federal para llevar propuestas y representantes. Los foros locales son los que crean las asambleas de base y pueden ser de todo tipo, vinculándose al movimiento vecinal, sindical o ecologista de la zona, acercándose a otras formaciones políticas a nivel local, o simplemente intentando recuperar para la militancia de gentes que habían abandonado IU. También se constituyen varios foros estatales como el Foro Republicano, el Foro de Migraciones y otros vinculados al movimiento cristiano de base, movimiento ecologista, movimiento feminista, movimiento sindical, cultura...

#### Foro de cristianas y cristianos de base
El 24 de abril de 2010 se celebró en Vallecas el primer encuentro de cristianos de base por la Refundación de la Izquierda. IU considera “imprescindible la convocatoria a los cristianos y cristianas de base" de España y considera que la alianza entre la iglesia de base y la izquierda en los años 50 fue decisivo para construir el movimiento social y político de resistencia contra la dictadura. En el primer encuentro se partió de cuatro ejes temáticos:
1. Cristianismo de Base e Izquierda en el último medio siglo.
2. Hacia una verdadera Refundación de la Izquierda.
3. Aportaciones de las cristianas y cristianos de base al proceso de Refundación y a la lucha por el Socialismo del siglo XXI.
4. Conclusiones: llamamiento de las cristianas y cristianos de base para la Refundación de la Izquierda.

#### Foro de Ecología
Se fundó el 26 de mayo de 2010 con un grupo motor de 12 personas. El 16 y 17 de octubre tuvo lugar el encuentro de Ecología “Bases ecologistas para una sociedad con futuro”, en el que participaron distintas organizaciones políticas y sociales comprometidas con el medio ambiente, la ecología social, la economía ecológica y la ecología política. Se planteó una reflexión y debate colectivos que pretendía superar y trascender las organizaciones políticas existentes. Participaron Ecologistas en Acción, Amigos de la Tierra, la Coordinadora de Organizaciones de Agricultores y Ganaderos (COAG), la Asociación Salvemos la Casa de Campo de Madrid, la Asociación Red Montañas, Los Verdes-Grupo Verde, el Partido Antitaurino Contra el Maltrato Animal (PACMA), Confederación de Los Verdes, Izquierda Anticapitalista e Izquierda Unida.

#### Foro de Migraciones
Los días 10 y 11 de diciembre se constituyó en Madrid el foro a nivel estatal, con un debate abierto en torno a dos ejes trasversales (propuestas programáticas para construir una alternativa de la izquierda y cómo construir la izquierda necesaria) y seis grupos de trabajo (ciudadanía, juventud, género, interculturalidad, contradicción capital/trabajo, precariedad y exclusión). Se hizo un llamamiento a la participación activa en el proceso de refundación desde todos los sectores, impulsando foros desde lo local a lo estatal, compartiendo elaboraciones y propuestas.

#### Foro Republicano
En él tienen cabida tanto asociaciones, partidos, ateneos, movimientos y plataformas republicanas como especialmente ciudadanas y ciudadanos no organizados que quieran contribuir a la movilización y elaboración programática republicana. Debido a las distancias geográficas, buena parte de la comunicación tiene lugar por correo electrónico. Se incentivan encuentros locales descentralizados y se organizan encuentros estatales donde se concretan políticas y propuestas de manera abierta.

### Coaliciones y contactos

#### Esquerra Alternativa i Verda
El 5 de junio de 2010, la federación balear de IU celebró una asamblea constituyente en la que acordó su propia disolución y la constitución de una nueva organización llamada "Esquerra Alternativa i Verda" (EAiV), acto que contó con la presencia del responsable de Organización de IU federal, Miguel Reneses, y del senador de Esquerra Unida i Alternativa (referente en Cataluña de Izquierda Unida), Joan Josep Nuet. La nueva organización, cuyo primer coordinador fue Albert Aguilera, trataba de romper con los pactos de gobierno y dar alternativas a la crisis, respondiendo a las medidas adoptadas por los gobiernos del PSOE, que califican de neoliberales.
Este proceso trajo consigo la escisión de la corriente minoritaria Esquerra XXI, creada en noviembre de 2009 y encabezada por la consejera del Gobierno Balear Josefina Santiago, el vicepresidente del Consejo Insular de Mallorca Miquel Rosselló y el excoordinador de EUIB David Abril, que formó ese mismo día Iniciativa d'Esquerres. Esquerra XXI defendía la ruptura con IU a nivel federal y la reafirmación de la coalición Bloc per Mallorca, que formaba parte del gobierno insular.
El 19 de noviembre de 2010 la asamblea definitiva de refundación de EAiV aprobó un nuevo manifiesto electoral, acordó recuperar el nombre y siglas de Izquierda Unida de las Islas Baleares (EUIB) y eligió una dirección colegiada que representara a todas las Islas.

#### Izquierda Republicana
El 19 de junio de 2010, Izquierda Republicana realizó un Congreso extraordinario federal en el que se debatió la política de alianzas del partido de cara a futuras citas electorales y se decidió la participación directa del partido en el proceso de Refundación de la Izquierda, incluyendo la I Asamblea de refundación convocada por Izquierda Unida (IU) en la localidad madrileña de Fuenlabrada. Dicha decisión se hacía también en cumplimiento de los documentos aprobados por el XVIII Congreso federal ordinario de octubre del año de 2007 y el extraordinario de enero de 2009 donde se buscaba la unidad de las izquierdas republicanas. El 6 de febrero de 2011, se confirmaba el regreso del partido a Izquierda Unida y la participación de sus militantes en las listas de la coalición.

#### Los Verdes-Grupo Verde y Gira Madrid-Los Verdes
El 24 de septiembre de 2010, Izquierda Unida publicaba que se había llegado a un acuerdo con la organización Los Verdes-Grupo Verde que emplazaba a ambas organizaciones a avanzar en procesos de convergencia política y social. El acuerdo incluía constituir una ‘Mesa de Trabajo’ para elaborar un Nuevo Programa Político, con el que se sintiera representado el conjunto de las organizaciones políticas de izquierda y de las organizaciones ecologistas, feministas y pacifistas, destinado a superar el capitalismo. Consecuencia de este proceso, Los Verdes-Grupo Verde e Izquierda Unida Comunidad de Madrid concurrieron en coalición a las elecciones a la Asamblea de Madrid de 2011, junto con Gira Madrid-Los Verdes. Fruto de este acuerdo, Los Verdes-Grupo Verde consiguió un concejal en Alcorcón.
Sin embargo, las relaciones entre LV-GV e Izquierda Unida se deterioraron, acusando la formación ecologista a Izquierda Unida de no haber cumplido los pactos de las municipales y autonómicas madrileñas, razón por la cual LV-GV no formó parte de la coalición encabezada por Izquierda Unida para las elecciones generales de ese año, si bien algunos de sus militantes formaron parte de la candidatura de Izquierda Unida en el País Vasco, Ezker Anitza.
Finalmente, en enero de 2012 LV-GV decidieron promover una demanda de conciliación contra Izquierda Unida Comunidad de Madrid por un supuesto incumplimiento de los acuerdos electorales. Sin embargo, aunque Gira Madrid-Los Verdes también denunció incumplimientos por parte de IU-CM, no abandonó la colación. En abril, Esteban Cabal, presidente de LV-GV dio por rota la coalición, después de que Izquierda Unida en Alcorcón expulsase al concejal de LV-GV del grupo municipal.

#### Ecosocialistas de la Región de Murcia
El 15 de noviembre de 2010, el Consejo Político Regional de IU en Murcia, aprobó por unanimidad la incorporación a sus filas de una nueva organización política, Ecosocialistas de la Región de Murcia, conformada por personas ajenas a la coalición de izquierdas y militantes independientes de la misma.
Ecosocialistas de la Región había sido constituido la pasada semana con el objetivo, según establecen sus estatutos, de trabajar de manera coordinada con Izquierda Unida de la Comunidad de Murcia para "transformar la sociedad sobre la base de los principios de la ecología social, la democracia participativa y el socialismo".

#### SOMOS+MAS Frente Amplio
El 15 de diciembre de 2010 nace el movimiento político y social SOMOS+MAS Frente Amplio tras un largo proceso de reflexión llevado a cabo por Izquierda Unida Canaria, el Partido Comunista del Pueblo Canario y Unión Ciudadana (UC). Estos colectivos, que no descartan otras uniones, llevaban tiempo realizando trabajo y movilizaciones conjuntas que se potenciaron con el inicio del proceso de Refundación de la Izquierda. La nueva formación se opone al modelo económico de Tenerife que consideran depredador del territorio, especulador con el suelo y tremendamente injusto en cuanto a su forma de recaudar los ingresos. SOMOS+MAS Frente Amplio apoyó las manifestaciones del 20 de enero en Canarias contra el paro y la precariedad convocadas por EA-Canarias, Co.Bas, Intersindical Canaria, CNT, CGT, USO y FSOC.

#### Izquierda-Ezkerra: coalición IUN-Batzarre
El 18 de diciembre de 2010, la afiliación de Batzarre en votación específica decidió formar coalición con Izquierda Unida de Navarra (IUN) para las elecciones de 2011. Se pretende que con este acuerdo se genere un movimiento político de izquierdas, abierto, más amplio que Batzarre-IUN, que reflexione crítica y autocríticamente. Se apuesta por la unidad interidentitaria de las izquierdas navarras: IU, Batzarre e izquierdas nacionalistas vascas, aunque dicen que dicha unidad no está madura y que hay que caminar hacia ello poniendo más énfasis en la izquierda, como alianza principal, que en la unidad abertzale; lo que fue valorado positivamente por la Plataforma por el Cambio en Navarra (escisión del PSN-PSOE), mostrando su disposición a sumarse a este "polo de izquierdas". El 29 de diciembre se publicó que el programa electoral se elaboraría de forma participativa, y el 29 de enero presentaron su nueva marca electoral para las elecciones: Izquierda-Ezkerra. Esta coalición apoyó la Huelga General del 27 de enero de 2011 en Navarra.

#### Iniciativa por el Hierro
El 23 de diciembre de 2010, Izquierda Unida se reunió en El Hierro con los representantes de la dirección de Iniciativa por El Hierro, donde se concretó el acuerdo político alcanzado por ambas formaciones políticas. El acuerdo, refrendado por la asamblea general de Iniciativa por El Hierro, supuso el reconocimiento de esta fuerza política como el único referente de Izquierda Unida en El Hierro, manteniendo su propia identidad política y su capacidad de decisión. Ambas partes defienden que el acuerdo alcanzado pretende ir más allá de la simple alianza electoral y posibilitar el proceso de reorganización de toda la izquierda transformadora y alternativa canaria.

#### Izquierda Anticapitalista
El 15 de julio de 2011 se celebró una reunión entre representantes de IU y de Izquierda Anticapitalista (IA), de la que IU destacó su "vocación de coincidencia" con IA. Asimismo, desde Izquierda Anticapitalista se apostó por "una candidatura unitaria desde abajo y a la izquierda para las próximas elecciones generales". Finalmente, y aunque en las elecciones al Parlamento de Cantabria de 2011 IU e IA concurrieron en coalición en Izquierda Social y Ecologista, de cara a las elecciones generales de 2011 Izquierda Anticapitalista se presentará de forma independiente.

#### Chunta Aragonesista
El 4 de octubre de 2011, IU y Chunta Aragonesista (CHA) cerraron un acuerdo para concurrir en coalición en las tres provincias aragonesas, para el Congreso y el Senado, en las elecciones generales del 20 de noviembre. El cabeza de lista por Zaragoza, lo pondrá CHA, y el segundo IU.
El acuerdo contempla que los votos que consiga la coalición el 20-N se computarán para IU federal, y si se consigue un diputado, se adscribirá al grupo de la izquierda parlamentaria que encabece Cayo Lara.

#### Ezker Anitza
El 28 de enero de 2012, se celebró la asamblea general constituyente de Ezker Anitza en el campus de Lejona de la UPV. En ella estaban llamados a participar todos los afiliados de Izquierda Unida residentes en el País Vasco, para regenerar la organización en Euskadi, dividida por diferencias entre la vieja dirección de Ezker Batua-Berdeak y la dirección federal de la organización.
En la asamblea, cuyo lema fue 'Rebélate! Jaiki!', participaron alrededor de trescientos delegados, y contó con la presencia del coordinador general de IU, Cayo Lara, y también con invitados como Joan Josep Nuet, de Esquerra Unida i Alternativa; Ricardo Sixto de Esquerra Unida del País Valencià y Pedro de Palacio, de la dirección de Castilla y León; así como representantes de organizaciones políticas como Aralar, Eusko Alkartasuna, Izquierda Republicana y el Partido Comunista Francés. También hubo representantes sindicales, como el secretario general de CCOO de Euskadi, Unai Sordo.
Se debatió un documento de estatutos y otro político, y la nueva formación eligió una nueva dirección y estructura, definiéndose como «una organización política de izquierda, anticapitalista, republicana y federal», que esperaba recoger las reivindicaciones del movimiento 15-M y que es abierta y plural, así como pacifista, vasca e internacionalista. También se aprobaron cuestiones como el funcionamiento por áreas, la paridad de sexos, la presencia e impulso a la juventud y la limitación en el tiempo de los cargos públicos.

#### Candidatura d'Unitat Popular
El 9 de julio, el referente catalán de IU, Esquerra Unida i Alternativa, y la catalanista Candidatura d'Unitat Popular, firmaron un documento en el que se comprometieron a impulsar iniciativas conjuntas en una serie de principios comunes.
Ambas organizaciones coincidieron en rechazar las políticas llevadas a cabo por el gobierno catalán de CiU y el español del PP. También defendieron que el pueblo catalán es el que debe decidir qué forma de estado quieren, si independiente, federal o autonómico, haciendo uso del derecho de autodeterminación.
También saludaron la legalización de Sortu en el País Vasco, así como la estrategia democrática de la izquierda abertzale con EH Bildu y Amaiur, y ven imprescindible garantizar la libertad de Otegi.

#### Anova-Irmandade Nacionalista
El 5 de junio de 2010 se celebró un acto de Refundando la Izquierda en el Teatro Principal de Santiago de Compostela (Galicia). Aquel acto contó con las intervenciones de determinadas organizaciones como pueden ser la Frente Popular Galega (FPG), la Central Unitaria de Traballadores/as (CUT), CCOO, STEG, Marcha Mundial das Mulleres, Sinerxia y otras personas a título individual. Se están celebrando foros locales de refundación en lugares como la comarca de Ferrolterra, Vigo, La Coruña y otras localidades.
El 14 de julio de 2012 se constituyó en Santiago de Compostela Anova-Irmandade Nacionalista (formación en la cual participan Encontro Irmandiño, Frente Popular Galega y Movemento pola Base), en la que se anunció que se trabajaría para incorporar a Esquerda Unida (EU) al proyecto. Por su parte, desde EU se llamó a construir una "Syriza galega", un frente de fuerzas anticapitalistas gallegas, anunciando que habría reuniones con Anova, FPG y Ecosocialistas da Galiza. El agosto de 2012, Esquerda Unida y la FPG acordaron trabajar conjuntamente para avanzar en la construcción de este proyecto más amplio, con las coordinadas puestas en la izquierda y en la autodeterminación de Galicia.
Tras el anuncio del adelanto de las elecciones autonómicas, Anova manifestó oficialmente su voluntad de conformar una amplia coalición de izquierdas que incluyese a Esquerda Unida, y el 4 de septiembre, el Consello Político de Esquerda Unida aceptó la propuesta. Igualmente anunció su intención de sumarse a la propuesta la coalición Equo.
Finalmente, la coalición se registró con el nombre de Alternativa Galega, dejando abierta la puerta a la incorporación de otras formaciones que suscribiesen el programa soberanista y anticapitalista. Pese a que las bases de Compromiso por Galicia habían decidido sumarse a la coalición, esta formación finalmente se presentará en solitario.

#### Iratzarri EKI
El 26 de marzo de 2014, Ezker Anitza-IU e Iratzarri-EKI presentaron públicamente su acuerdo para concurrir conjuntamente a las elecciones europeas, en el que señalaron que se trataba de un acuerdo a nivel de Euskadi, construido "desde la base" y en torno a una propuesta programática.
Ambas formaciones rechazan el modelo de construcción europea defendido por el PNV, el PSE y el PP, que consideran al servicio del sector financiero y de los poderosos. Según ambas organizaciones, los presupuestos generales de Euskadi para ese año, así como con la nueva reforma fiscal, apuestan por menos ingresos y menos gasto público, medidas con las que consideran no se va a reactivar la economía vasca ni se va a crear empleo.
Ambas formaciones manifestaron que el acuerdo está integrado por diferentes sensibilidades e identidades plurales, unidos por los valores de la izquierda. Se pretende recoger las culturas republicana, obrera, abertzale civil y plural, la ecologista, la feminista y de las luchas sociales.

### Convergencia Social
El 4 de julio de 2011, IU anunciaba en rueda de prensa el proceso de "Convergencia Social", una invitación a la ciudadanía a participar en la elaboración de un programa con la convocatoria de asambleas abiertas. Con este motivo, la coalición celebra una serie de encuentros con otras fuerzas políticas de izquierda para concurrir a las elecciones generales tratando de representar la máxima unidad de la izquierda plural y transformadora.
La iniciativa surge en un contexto en el que el denominado Movimiento 15M consigue llevar a la calle el debate político y llenar las plazas de ciudadanos contra las políticas de ajuste, así como todo tipo de iniciativas con el objetivo de avanzar hacia una democracia participativa. IU ve en este movimiento un estímulo para profundizar en el proceso de Refundación, para abrir Izquierda Unida de par en par y ser una herramienta útil para la ciudadanía.
Así, esta propuesta renueva el llamamiento planteado en la Asamblea de Refundación de 2010 dirigido a las gentes de izquierda para construir una organización en la que convivan diversos sectores de la izquierda anticapitalista: ecologistas, comunistas, socialistas, republicanos y nacionalistas de izquierdas.

### Nuevo Proceso Constituyente
El 16 y 17 de junio de 2012, la secretaría federal de refundación y movimientos sociales de IU, organizó en Madrid unas jornadas para un "Proceso Constituyente y Nuevo Proyecto de País". Las jornadas fueron una aportación al debate en el seno de los movimientos sociales, especialmente en las asambleas populares vinculadas al Movimiento 15M, sobre la necesidad de refundar el país a causa de la crisis.
Durante las sesiones se debatió sobre experiencias recientes de procesos constituyentes, como la Revolución bolivariana en Venezuela o la Revolución egipcia de 2011, donde intervinieron no solo personas de Izquierda Unida, sino otras como la periodista Olga Rodríguez, el profesor Pablo Iglesias Turrión.
Se reivindicó la necesidad de un nuevo proceso constituyente impulsado por el pueblo, ante lo que consideran "la pérdida de soberanía nacional y popular" en España y otros países en la Unión Europea. Esta reclamación no consideran que surja de ningún partido o corriente ideológica concreta, sino que es una reivindicación cada vez mayor de la clase trabajadora, indignada ante lo que consideran una "estafa" del Capitalismo. El pueblo se politiza, se levanta de su letargo y reclama ocupar su espacio.
Tras el debate, se publicaron una serie de conclusiones, que podrían resumirse en:
- Los últimos veinte años, el capitalismo neoliberal ha puesto en marcha un proceso de desmantelamiento de la Democracia y los derechos sociales conseguidos tras la Segunda Guerra Mundial. La crisis ha sido utilizada como una excusa para quitar derechos constitucionales a los países y para consolidar un nuevo modelo de sociedad excluyente y limitado democráticamente.

- Hay que superar el orden constitucional emanado de la Transición, impulsando un Nuevo Proceso Constituyente para el país, que supere los límites institucionales que las fuerzas políticas y económicas pretenden imponer.